# 1266
1266 (MCCLXVI) fue un año común comenzado en viernes del calendario juliano.

## Acontecimientos
- 26 de febrero Se produce la batalla de Benevento, que enfrentó a los sicilianos de Manfredo de Hohenstaufen con los franceses de Carlos I de Anjou, salieron victoriosos estos últimos.